# Сохревард
Сохрева́рд или Сохрава́рд (перс. سهرورد‎, азерб. Sührəvərd) — небольшой город на северо-западе Ирана, в провинции  Зенджан. Входит в состав шахрестана  Ходабенде. Восьмой по численности населения город провинции.

## География
Город находится в южной части Зенджана, в горной местности, на высоте 1828 метров над уровнем моря.
Сохревард расположен на расстоянии приблизительно 65 километров к югу от Зенджана, административного центра провинции и на расстоянии 255 километров к западу-северо-западу (WNW) от Тегерана, столицы страны.

## Население
На 2006 год население составляло 5 786 человек; в национальном составе преобладают азербайджанцы, в конфессиональном — мусульмане-шииты.

## Известные уроженцы
Шихабуддин Яхъя Сухраварди — персидский философ и мистик.